# Авдєєв Микола Дмитрович
Микола Дмитрович Авдєєв (6 січня 1919, Олеговка — 2 вересня 1944) — радянський військовий льотчик, Герой Радянського Союзу (1944), у роки німецько-радянської війни штурман ескадрильї 8-го гвардійського авіаційного полку 8-ї гвардійської авіаційної дивізії 2-го гвардійського авіаційного корпусу авіації далекої дії, гвардії капітан.

## Біографія
Народився 6 січня 1919 року в селі Олеговка Кокпектинського району Семипалатинської області (нині у складі Східноказахстанської області) в родині робітника. Росіянин. Член ВКП (б) з 1941 року. У 1937 році закінчив середню школу в місті Орську Оренбурзької області.
У 1938 році призваний до лав Червоної Армії. У 1940 році закінчив Харківське військове авіаційне училище, служив штурманом дальнього бомбардувальника.
У боях радянсько-німецької війни з жовтня 1942 року. У складі авіації дальньої дії виконував бойові завдання на Сталінградському, Центральному, Південно-Західному, 1-му Українському, 1-му, 2-му, 3-му Білоруському фронтах і в глибокому тилу противника. Завдавав бомбових ударів по техніці і живій силі противника під Орлом і Курськом, Бєлгородом і Харковом, Полтавою і Києвом, Рославлем і Вітебськом. Бомбив військові об'єкти гітлерівців у Польщі, Східній Пруссії.
До березня 1944 року гвардії капітан М. Д. Авдєєв здійснив 201 успішний бойовий виліт на бомбардування військово-промислових об'єктів у глибокому тилу противника, скупчень його військ.
Указом Президії Верховної Ради СРСР від 19 серпня 1944 року за зразкове виконання бойових завдань командування по знищенню живої сили і техніки противника і проявлені при цьому мужність і героїзм гвардії капітану Миколі Дмитровичу Авдєєву присвоєно звання Героя Радянського Союзу.

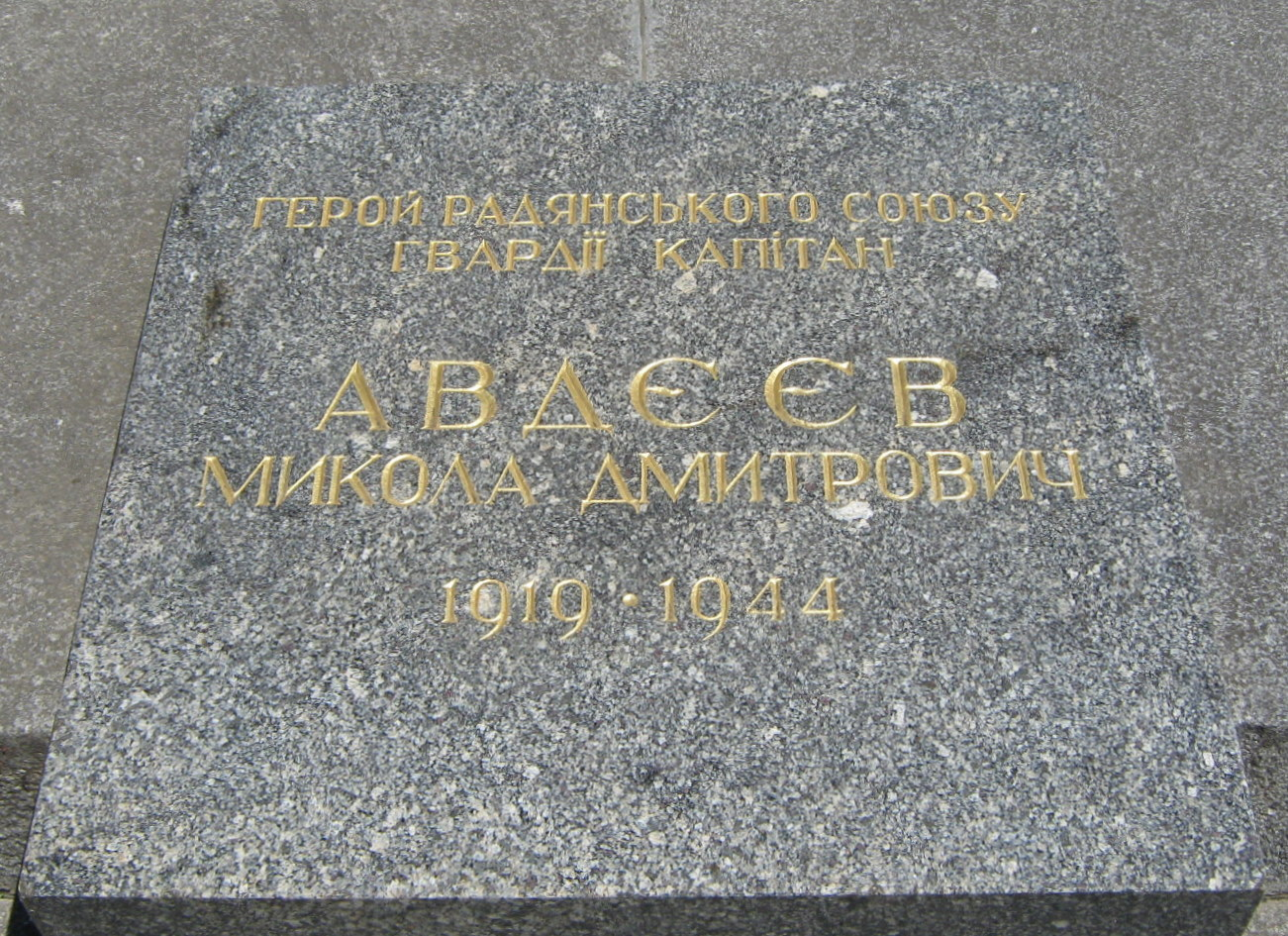
Могила М. Д. Авдєєва

Помер від ран 2 вересня 1944 року. Похований у Києві у Парку Вічної Слави.

## Нагороди, пам'ять
Нагороджений орденом Леніна, двома орденами Червоного Прапора, медалями.
На будівлі школи № 10 в місті Орську встановлено меморіальну дошку, одна з вулиць міста названа ім'ям Героя.